# Asterism

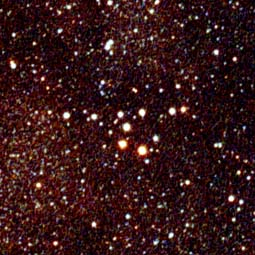

În astronomie, un asterism este o formă imaginară pe cer realizată cu ajutorul trasării liniilor imaginare între unele stele pe cerul nopții.  Exemple de asterisme sunt Hexagonul de Iarnă și Triunghiul de Vară.
În general, aceste stele nu sunt legate nici de o interacțiune gravitațională semnificativă, nici printr-o gestație comună, ceeea ce face dintr-un asterism un obiect ceresc mai degrabă arbitrar și subiectiv. Adesea pe baza asterismelor civilizațiile și-au imaginat constelațiile, deși un asterism poate reprezenta doar o parte a unei constelații oficiale, sau poate conține stele de la mai multe constelații.
Un asterism poate ocupa o regiune suficient de vastă de pe bolta cerească pentru a fi bine identificabilă cu ochiul liber: Triunghiul de Vară, de exemplu, se întinde pe mai mult de 30 de grade (°). În această categorie, se găsesc figurile caracteristice care ne permit, de-a lungul anotimpurilor, localizarea celor mai cunoscute constelații: Carul Mare și Carul Mic, pentru Ursa Mare și respectiv Ursa Mică, Micul Paralelogram pentru Lira, W din Cassiopeia etc.

## Câteva asterisme
Iată o listă cu asterismele cele mai cunoscute.
| Asterism                                                      | Numărul de stele de stele | Stele constitutive | Stele constitutive | Imagine |
| ------------------------------------------------------------- | ------------------------- | ------------------ | --- | ------- |
| Carul Mare                                                    | 7                         | În Ursa Mare :     | Dubhe (α), Merak (β), Phecda (γ), Megrez (δ), Alioth (ε), Mizar (ζ) , Alkaid (η).                                                                  | nothumb |
| Carul Mic                                                     | 7                         | În Ursa Mică :     | Steaua Polară (α), (β), (γ), (δ), (ε), (ζ), (η).                                                                                                   | nothumb |
| Ceainicul                                                     | 8                         | În Săgetătorul :   | (γ), Kaus Australis (ε), Nunki (σ), Kaus Medius (δ), Ascella (ζ), (λ), (τ), (φ).                                                                   | nothumb |
| Centura lui Orion                                             | 3                         | În Orion :         | Mintaka (δ), Alnilam (ε), Alnitak (ζ) | nothumb |
| Sabia lui Orion                                               | 3                         | În Orion :         | 42 Orionis, Theta Orionis și Iota Orionis sub proeminentul asterism, centura lui Orion. Nebuloasa Orion (M42) se află în centrul Sabiei lui Orion. |         |
| W din Cassiopeia                                              | 5                         | În Cassiopeia :    | Segin (ε), Ruchbah (δ), Tsih (γ), Schedar (α) și Caph (β)                                                                                          | nothumb |
| Triunghiul de Primăvară                                       | 3                         | În Boarul :        | Arcturus (α) | nothumb |
| Triunghiul de Primăvară                                       | 3                         | Fecioara:          | Spica (α) | nothumb |
| Triunghiul de Primăvară                                       | 3                         | În Leul :          | Regulus (α) | nothumb |
| Triunghiul de Vară                                            | 3                         | În Lebăda :        | Deneb (α) | nothumb |
| Triunghiul de Vară                                            | 3                         | În Vulturul :      | Altair (α) | nothumb |
| Triunghiul de Vară                                            | 3                         | În Lira :          | Vega (α) | nothumb |
| Triunghiul de Toamnă                                          | 3                         | În Berbecul :      | Hamal (α) | nothumb |
| Triunghiul de Toamnă                                          | 3                         | În Balena :        | Diphda (β) | nothumb |
| Triunghiul de Toamnă                                          | 3                         | În Andromeda :     | Alpheratz (α) | nothumb |
| Triunghiul de Iarnă                                           | 3                         | În Orion :         | Betelgeuse (α) |         |
| Triunghiul de Iarnă                                           | 3                         | În Câinele Mic :   | Procyon (α) |         |
| Triunghiul de Iarnă                                           | 3                         | În Câinele Mare :  | Sirius (α) |         |
| Hexagonul de Iarnă sau Cercul de Iarnă sau Poligonul de Iarnă | 6                         | În Orion :         | Rigel (β) |         |
| Hexagonul de Iarnă sau Cercul de Iarnă sau Poligonul de Iarnă | 6                         | În Câinele Mare :  | Sirius (α) |         |
| Hexagonul de Iarnă sau Cercul de Iarnă sau Poligonul de Iarnă | 6                         | În Câinele Mic :   | Procyon (α) |         |
| Hexagonul de Iarnă sau Cercul de Iarnă sau Poligonul de Iarnă | 6                         | În Gemenii :       | Pollux (β) |         |
| Hexagonul de Iarnă sau Cercul de Iarnă sau Poligonul de Iarnă | 6                         | În Vizitiul :      | Capella (α) |         |
| Hexagonul de Iarnă sau Cercul de Iarnă sau Poligonul de Iarnă | 6                         | În Taurul :        | Aldebaran (α) |         |
| Crucea Nordului                                               | 4                         | În Lebăda :        | Deneb (α), Gienah (ε), Sadir (γ), (δ). | nothumb |
| Marele Pătrat din Pegas                                       | 4                         | În Pegas :         | Markab (α), Sheat (β), Algenib (γ). | nothumb |
| Marele Pătrat din Pegas                                       | 4                         | În Andromeda :     | Alpheratz sau Sirrah (α). | nothumb |
| Urna                                                          | 4                         | În Vărsătorul :    | Sadalachbiah (γ), η, π, ζ. |         |
| Secera                                                        | 6                         | În Leul :          | Regulus (α), Al Jabbah (η), Algieba (γ), Adhafera (ζ), (μ), (ε).                                                                                   |         |
| Crucea Falsă                                                  | 4                         | În Velele          | (κ), (δ). |         |
| Crucea Falsă                                                  | 4                         | În Carena          | (ε), (ι) |         |
| M73                                                           | 4                         | În Vărsătorul      | |         |
| Musca Nordului                                                | 3                         | În Berbecul :      | 35, 39 și Bharani (41) |         |
| Cascada lui Kemble                                            | 20                        | În Girafa          | |         |
| Roiul Cintrului sau Collinder 399 sau Roiul lui Brocchi       | 10                        | În Vulpecula       | |         |